# Lindsay Duncan
Lindsay Duncan (Edimburgo, 7 de novembro de 1950) é uma atriz escocesa conhecida por seus diversos trabalhos na televisão. A atriz já foi também agraciada com o Tony Award por seu desempenho na peça Private Lives.

## Trabalhos
| Ano       | Título                                  | Formato     | Papel                     | Notas |
| --------- | --------------------------------------- | ----------- | ------------------------- | ----- |
| 1987      | Prick Up Your Ears                      | Filme       | Anthea Lahr               |       |
| 1989      | Traffik                                 | Série de TV | Helen Rosshalde           |       |
| 1990      | The Reflecting Skin                     | Filme       | Dolphin Blue              |       |
| 1991      | G.B.H.                                  | Série de TV | Barbara Douglas           |       |
| 1993      | A Year in Provence                      | Série de TV | Annie Mayle               |       |
| 1996      | City Hall                               | Filme       | Sydney Pappas             |       |
| 1996      | A Midsummer Night's Dream               | Filme       | Hippolyta / Titania       |       |
| 1999      | Shooting the Past                       | Série de TV | Marilyn Truman            |       |
| 1999      | An Ideal Husband                        | Filme       | Lady Markby               |       |
| 1999      | Star Wars Episode I: The Phantom Menace | Filme       | TC-14                     | Voz   |
| 1999      | Mansfield Park                          | Filme       | Mrs. Price / Lady Bertram |       |
| 1999      | Oliver Twist                            | Série de TV | Elizabeth Leeford         |       |
| 2000      | Dirty Tricks                            | Telefilme   |                           |       |
| 2001      | Perfect Strangers                       | Série de TV | Alice                     |       |
| 2003      | AfterLife                               | Filme       | May Brogan                |       |
| 2003      | Under the Tuscan Sun                    | Filme       | Katherine                 |       |
| 2005-2007 | Rome                                    | Série de TV | Servilia of the Julii     |       |
| 2005-2006 | Spooks                                  | Série de TV | Angela Wells              |       |
| 2005      | Agatha Christie's Poirot                | Série de TV | Lady Tamplin              |       |
| 2006      | Starter for 10                          | Filme       | Rose Harbinson            |       |
| 2006      | Longford                                | Série de TV | Lady Elizabeth Longford   |       |
| 2008      | Criminal Justice                        | Série de TV | Alison Slaughter          |       |
| 2008      | Lost in Austen                          | Série de TV | Lady Catherine de Bourgh  |       |
| 2009      | Margaret                                | Série de TV | Margaret Thatcher         |       |
| 2009      | Doctor Who                              | Série de TV | Adelaide                  |       |
| 2010      | Alice in Wonderland                     | Filme       |                           |       |